# 石祿
石禄（1466年—1524年），字君锡，别号莲峰，陕西西安府華州人，軍籍。明朝政治人物。同进士出身。

## 生平
生于成化二年丙戌三月二十二日，弘治十一年戊午科舉人，十二年（1499年）联捷己未科进士。十六年八月授南京刑科给事中，正德四年（1509年）六月升山西按察司佥事，丁父忧，服阕，復除山西佥事，再丁母秦孺人喪歸，後改除四川佥事，平僰蛮有功，升四川布政司左参议。辞官歸，家居七年，嘉靖三年（1524年）六月十一日去世，享年五十九。

## 家族
曾祖石岩，生祖父石璞，以义勇起家，官昭勇将军、骑都尉、锦衣卫指挥佥事。父石暉，遞運大使。母秦氏。弟石爵。妻子黄氏，封孺人，生一子石宗玉。字润甫，官華亭县主簿。女三人，长嫁兵部郎中东君子太学生元，次嫁县丞郭君子州学生岳，季嫁潼关千户汪君子渥。侧室詹氏生二子：宗正、宗直。